# Idaea elaphrodes
Idaea elaphrodes là một loài bướm đêm trong họ Geometridae.